# Prückler Frigyes
Dr. Prückler (Kisvölcsey) Frigyes Károly (Budapest, 1875. április 25. – Budapest, 1950. január 2.) fővárosi számvevő főtanácsos.

## Élete
A régi előkelő belvárosi patricius Prückler család sarja. Apja, Ifjabb Prückler Ignác (1840–1919), pezsgőgyáros, anyja, a nemesi származású nemes Gonzalles Carolin (1851–1930) asszony volt. Apai nagyapja, idősebb Prückler Ignác (1809–1876) fűszerkereskedő, a magyar kereskedelmi bank, az osztrák nemzeti bank, az első hazai takarékpénztár és az első magyar általános biztosító társulat igazgató tanácsosa, aki 1834-ben, az első pezsgőgyárat alapította meg a Soroksári utca 30-as (ma: Ráday utca 30-as) szám alatt. a Prückler Ignác Magyarország első rum-, likőr- és pezsgőgyára név alatt; apai nagyanyja, a pesti katolikus polgári családból való, Wagner Louiza (1815–1883) volt. Az anyai nagyszülei, a Sopronban lakó nemes Gonzalles Károly (1816–1895), bécsi gépgyári
mérnök, a büki cukorgyár alapítója, és steinselzi Exter Anna (1822–1901) asszony voltak. Apai dédszülei Prückler József Kalazancius (1778–1848) pékmester, császári királyi százados, három pesti bérház tulajdonosa, választott pesti polgár, és Ottinger Klára (1781–1826) voltak. Prückler Frigyes nagybátyja, Prückler László (1847–1929), pezsgőgyáros, fővárosi törvényhatósági bizottsági tag, politikus volt. Prückler Frigyes húga, a hajadon Prückler Szerafina (1880–1955), 1908-ban vette át a Soproni Leány Tan- és Nevelőintézetének a vezetését igazgatónőként.
Középiskolai tanulmányait Sopronban valamint Budapesten végezte. 1896-ban a székesfőváros szolgálatába lépett és működését az 5. ügyosztályban kezdte meg. Különböző adószámviteli hivatalokban működött, majd az első világháború kitörésekor a hadsegélyezési és szegényügyek előadója lett. 1916-ban a VIII. ügyosztályba helyezték át, majd 1921-ben pedig a tisztviselői kedvezményes ellátást intéző osztály vezetésére kapott megbízást. 1928-ban számvevő főtanácsossá választották és egyben a VI—a. számviteli osztály vezetőjévé is nevezték ki. A Magyar Tisztviselők Országos Egyesülete felügyelőbizottságának és a Nemzeti Hajósegyesület evezősgárdájának tevékeny tagja volt. 1939-ben Prückler Frigyes, adóhivatali főtanácsost fővárosi ellenőrnek nevezték ki. 1944. februárjában négy fiúgyermekével együtt vezetéknevét "Kisvölcsey"-re változtatta.
1950. január 2-án hunyt el Budapesten.

## Házassága és gyermekei
Feleségül vette a római katolikus nemesi származású varjasi Suhajda Rozália Erzsébet Piroska (*Debrecen, 1883. január 14.–†Budapest, 1969. szeptember 25.) kisasszonyt, akinek a szülei varjasi Suhajda József (1856–1941) királyi tanácsos, adófelügyelő helyettes, földbirtokos, és raggambi Fluck Aranka voltak; az utóbbi édesapja, raggambi Fluck Gusztáv (1832–1927), pénzügyigazgató, 1848–49-es honvédhuszár önkéntes, a Vaskoronarend lovagja, kormányfőtanácsos, édesanyja, Fluck Gusztávné felapáti Molnár Emília asszony volt. Prückler Frigyes és Suhajda Rozália házasságából született:
- dr. Prückler (Kisvölcsey) András (1904–1947), belügyminisztériumi miniszteri osztály tanácsosa, miniszteri titkára. Neje, Ungváry Vilma.
- dr. Prückler (Kisvölcsey) Jenő (1907–1990), a Pénzintézeti Központ jogtanácsosa. Első neje, Pichler Mária, második neje, Hegedűs Edit.
- dr. Prückler (Kisvölcsey) Frigyes (1917–2000), belügyminisztériumi miniszteri segédtitkára, történetíró, kutató. Neje Zsíros Terézia.
- Prückler (Kisvölcsey) József (1921–2012). Neje, Szántó Judit.